# Radiància espectral
Els cossos calents emeten radiació tèrmica en tot l'espectre electromagnètic, sobretot en la zona de l'infraroig. Si es mesura la radiància d'un cos per a tot l'espectre de freqüències, s'obté la  radiància espectral  del cos.
En analitzar les corbes obtingudes amb el cos a diferents temperatures, és evident que aquesta corba depèn fortament de la temperatura, i del material pel fet que cada material té la seva pròpia corba d'emissivitat espectral. A més, a mesura que augmenta la temperatura, la freqüència a la qual passa la màxima radiància va augmentant, passant de l'infraroig al vermell opac, després al vermell brillant i al blanc.
Aquest resultat es coneix com la  Llei de Wien :
{\displaystyle \nu _{\max }=\alpha T}
On, {\displaystyle \nu _{\max }} és la freqüència per la qual la radiància assoleix el seu màxim.
També, tenint en compte que la velocitat de les ones electromagnètiques és la velocitat de la llum ( c ), la Llei de Wien es pot escriure com la següent equació:
{\displaystyle \lambda _{\max }T={\textrm {Ct.}}}
La Llei de Wien s'obté derivant la  Llei de Planck  en funció de la longitud d'ona i igualant a zero:
{\displaystyle E_{\lambda ,b}(\lambda ,T)={C_{1} \over \lambda ^{5}\cdot (i^{C_{2} \over \lambda \cdot T}-1)}}
{\displaystyle {D(E_{\lambda ,b}(\lambda ,T)) \over d\lambda }=0}
Avaluant la derivada es pot determinar que la constant de Wien és {\displaystyle 2897,6\mu m\cdot K} per la qual cosa:
{\displaystyle \lambda _{\max }\cdot T=2897,6\mu m\cdot K}
on {\displaystyle {\displaystyle T}} és la temperatura del cos negre en Kelvin (K) y 
{\displaystyle {\displaystyle \lambda _{\mathrm {max} }}} és la longitud d'ona del pic d'emisió en metres. La constant de Wien ve expressada en Kelvin x metre.